# インパクト・グランド王座
インパクト・グランド王座（Impact Grand Championship）は、インパクト・レスリングが管理、認定していた王座。

## グランドルール
3分3ラウンドでピンフォール、サブミッション以外にポイント差による判定でも決着をつける。

## 歴代王者
| 歴代                                               | 選手                   | 戴冠回数 | 獲得日付       | 獲得場所                   |
| -------------------------------------------------- | ---------------------- | -------- | -------------- | -------------------------- |
| 初代                                               | アーロン・レックス     | 1        | 2016年10月2日  | フロリダ州オーランド       |
| 第2代                                              | ムース                 | 1        | 2016年10月9日  | フロリダ州オーランド       |
| 第3代                                              | ドリュー・ギャロウェイ | 1        | 2017年1月7日   | フロリダ州オーランド       |
| 第4代                                              | ムース                 | 2        | 2017年1月12日  | フロリダ州オーランド       |
| 第5代                                              | イーサン・カーター3世  | 1        | 2017年7月5日   | フロリダ州オーランド       |
| 第6代                                              | マット・サイダル       | 1        | 2017年11月10日 | カナダ・オンタリオ州オタワ |
| 非公認                                             | ジョシュ・マシューズ   | 1        | 2018年1月13日  | アメリカ                   |
| 第7代                                              | オースチン・エリーズ   | 1        | 2018年1月14日  | フロリダ州オーランド       |
| 2018年6月4日にインパクト世界王座と王座統一して封印 |                        |          |                |                            |